# Jan Żurawicz
Jan Żurawicz ps. „Żabak”, „Rejtan” (ur. 13 lutego 1916 w Szczepankowie, zm. ?) – plutonowy podchorąży rezerwy Wojska Polskiego, nauczyciel, pierwszy komendant „Gryfa” pow. kościerskiego, komendant pow. lubawskiego, komendant uzbrojenia w Komendzie Naczelnej Tajnej Organizacji Wojskowej „Gryf Pomorski”.

## Życiorys
Jego ojciec wyemigrował przed pierwszą wojną do Westfalii w poszukiwaniu pracy. W 1920 r. wrócił do Polski i został zatrudniony w Straży Granicznej, gdzie uzyskał stopień przodownika. Jan Żurawicz rozpoczął naukę w Państwowym Seminarium Nauczycielskim w Wejherowie, a ukończył w 1937 r. w Państwowym Seminarium Nauczycielskim w Grudziądzu. W połowie września 1938 r. ukończył Dywizyjny Kurs Podchorążych Rezerwy przy 62. pp w Bydgoszczy w stopniu plutonowego podchorążego. W latach 1938 – 1939 pracował w szkole w Orzeszu na Śląsku. Prawie przez cały okres swojej nauki należał do Związku Harcerstwa Polskiego.
W dniu 29 sierpnia 1939 r. został zmobilizowany i wyjechał do Sandomierza. W dniu 3 września 1939 r. w trakcie bombardowania dworca i mostu na Wiśle przez lotnictwo niemieckie był dowódcą warty na tym dworcu. Dnia 25 września 1939 r. w trakcie wycofywania się w kierunku Lwowa w rejonie Janowa Lubelskiego dostał się do niewoli niemieckiej. W grupie żołnierzy polskich pochodzących z dawnego zaboru pruskiego został przewieziony do cytadeli poznańskiej. Przetrzymywany i przesłuchiwany był tam do 20 listopada 1939 r. Zwolniony po założeniu ewidencji został skierowany na Pomorze. Dotarł do Kościerzyny, a następnie do rodziny w Jamnie pow. kartuski.
Jesienią 1940 r. został członkiem organizacji konspiracyjnej „Gryf Kaszubski”. Do organizacji wprowadzili go kowal Stolc z Bukowej Góry k. Sulęczyna, Alfons Stencel z Sulęczyna i Brunon Bigus z Gowidlina. Działał w wydziale organizacyjnym TOW „Gryf Kaszubski” na pow. kartuski. W lipcu 1941 r. pracowników z firmy której pracował wysłano na front wschodni w ramach Organizacji Todta. Nie chcąc wyjechać musiał się ukrywać przed Niemcami na terenie pow. lubawskiego, kościerskiego i kartuskiego. Jesienią 1941 r. na polecenie przełożonych zaczął organizować komendy gminne na pow. kościerski. Złożył komendę w Pogódkach której komendantem został plutonowy Antoni Węsierski jak również komendę na Więckowy i Orle której komendantem został student trzeciego roku seminarium duchownego. Jesienią 1942 r. jako kurier Komendy Naczelnej TOW „GP” przewiózł tajną pocztę do porucznika Twardowskiego na teren lotniska toruńskiego. Niedługo później został skierowany do miejscowości Szczepankowo w której się urodził gdzie założył komendę gminną „Gryfa”. Dambek mianował Jana Żurawicza komendantem zbrojenia przy Komendzie Naczelnej TOW „GP”. Do zadań jego należało dopilnowanie aby odpowiednio magazynowano broń przeznaczoną dla grup bojowych „Gryfa”. We wrześniu 1943 r. załoga bunkra „Ptasia Wola” dostała rozkaz zlikwidowania składu broni należącego do Niemców. Ze względu na wagę akcji kierował nią osobiści Żurawicz. W przeddzień akcji załoga bunkra została zaatakowana przez duże siły niemieckie. Partyzantom udało się wycofać tracąc tylko jednego żołnierza.
W dniu 12 marca 1944 r. w Jamnie nastąpiło aresztowanie Żurawicza. Po śledztwie prowadzonym przez gestapo w Gdańsku został osadzony w obozie Stutthof. Przebywał tam do ewakuacji obozu. W trakcie „marszu śmierci” udało mu się uciec i ukryć w Bączu koło Mirachowa.
Po wyzwoleniu 4 kwietnia 1945 wraz z kolegami dotarła do Inspektoratu Oświaty w Kartuzach, gdzie otrzymał przydział do szkoły w Gołczewie gmina Parchowo jako nauczyciel prowadzący. Od września 1947 pracował jako kierownik szkoły w Jamnie w powiecie kartuskim. W latach 1952–1976 pracował jako dyrektor szkoły w Mirachowie pow. kartuski.
Od 1945 r. był członkiem Związku Nauczycielstwa Polskiego. Kiedy zaczęto zmuszać nauczycieli do wstępowania do PZPR, został członkiem Zjednoczonego Stronnictwa Ludowego. W 1968 r., kiedy usiłowano usunąć go ze stanowiska kierownika szkoły wstąpił do PZPR.
Był szykanowany w związku z przynależnością do TOW „Gryf Pomorski”. Kilkukrotnie wzywany do Powiatowego Urzędu Bezpieczeństwa Publicznego w Kartuzach, gdzie miał wyjaśnić kim był tzw. „drugi wróg”. W latach 50. i 60. był aresztowany i przesłuchiwany za złe wyjaśnianie reformy rolnej.